# Lake Placid 2
Pour les articles homonymes, voir Lake Placid.
Série Lake Placid
Lake Placid
(1999) Lake Placid 3
(2010)
Pour plus de détails, voir Fiche technique et Distribution.
Lake Placid 2 est un téléfilm américain réalisé par David Flores, diffusé en 2007. Il s'agit de la première suite du film Lake Placid sorti en 1999. Il n'en reprend cependant aucun personnage.
Une version unrated est sortie en DVD[réf. nécessaire].

## Synopsis
Dans le comté d'Aroostook, au nord du Maine, des cadavres sauvagement mutilés sont découverts aux abords d'un lac proche d'une petite ville. Le shérif local James Riley et son équipe enquêtent.

## Fiche technique
Sauf indication contraire, les informations mentionnées dans cette section peuvent être confirmées par la base de données cinématographiques IMDb,  présente dans la section « Liens externes ».
- Titre original et français : Lake Placid 2
- Réalisation : David Flores
- Scénario : Todd Hurvitz et Howie Miller, d'après les personnages de David E. Kelley
- Musique : Nathan Furst
- Photographie : Lorenzo Senatore
- Montage : John Quinn
- Décors : Kes Bonnet
- Costumes : Irena Veselinova
- Production : Jeffery Beach, Phillip J. Roth et T.J. Sakasegawa
- Sociétés de production : Unified Film Organization (UFO), Sony Pictures Home Entertainment et Twentieth Century Fox
- Budget : 2 millions de dollars américains
- Pays de production :  États-Unis
- Format : Couleurs - 1,85:1 - Dolby Digital - 35 mm
- Genre : horreur
- Durée : 88 minutes
- Dates de diffusion/sortie :

États-Unis : 28 avril 2007 (1re diffusion sur (Sci Fi Channel)
France : 17 octobre 2007 (en vidéo)
Belgique : 4 octobre 2011
- Interdit aux moins de 12 ans[Où ?]

## Distribution
- John Schneider (VF : Patrick Béthune) : le shérif Riley
- Sarah Lafleur (VF : Guylaine Ouvrard) : Emma
- Sam McMurray (VF : Pierre Dourlens) : Struthers
- Chad Michael Collins (VF : Sébastien Desjours) : Scott Riley
- Alicia Ziegler (VF : Barbara Beretta) : Kerri
- Joe Holt (VF : Yann Peira) : Ahmad
- Ian Reed Kesler (VF : Stéphane Fourreau) : Thad
- Justin Urich (VF : Raphaël Cohen) : Larry
- Cloris Leachman : Sadie Bickerman
- VJ Kewl : Rachel
- Robert Blush (VF : Laurent Morteau) : Frank
- Jonas Talkington : Cal Miner
- Terence H. Winkless : l'adjoint Davis
- Andrea Enright : l'adjointe
- Michael McCoy : Tillman

- Société de Doublage : Dubbing Brothers
- Direction Artistique : Laurent Dattas
- Adaptation : Sébastien Michel
- Mixage : Patrick Tonarelli

## Production
Le tournage s'est déroulé en Bulgarie.

## Accueil
Le téléfilm a été vu par 1,26 million d'adultes de 18 à 49 ans, et 1,4 million d'adultes de 25 à 54 ans.